# Statsvetenskapliga klubben vid Åbo Akademi
Statsvetenskapliga klubben vid Åbo Akademi rf (SF-klubben) är en studentförening för samhällsvetenskapsstuderande vid Åbo Akademi i Åbo och är 2014 en av de största
specialföreningarna vid Åbo Akademi. SF-klubben är Nordens äldsta statsvetenskapliga förening, grundad år 1925. Föreningen har cirka 430 medlemmar, både nuvarande studerande och tidigare studerande, alumner. Politicesstudenterna studerar följande huvudämnen: statskunskap, offentligt ledarskap (tidigare offentlig förvaltning), sociologi, folkrätt, nationalekonomi samt informationsvetenskap. Tidigare fanns även möjligheten att läsa privaträtt och offentlig rätt som huvudämnen vid linjen, men möjligheten till detta togs bort läsåret 2023-2024. 
Statsvetenskapliga klubbens medlemmar är även aktiva inom Åbo Akademis Studentkår och högskolepolitiken, och deltar aktivt i det utvecklingsarbete som sker inom Åbo Akademi. SF-klubben är även representerad i Högskoleutbildade samhällsvetare rf:s studerandeorganisation Samhällsvetenskaperna Studenter i Finland SYY rf, Suomen Yhteiskunta-alan Ylioppilaat SYY ry.

## Verksamhet
SF-klubbens verksamheten riktar sig till alla politices studerande vid Åbo Akademi i Åbo.
SF-klubbens verksamhet är mångsidig och innefattar bland annat följande:
Inrikes- och utrikessexkursioner, sitzer och andra fester, medlemsmöten där föreningens medlemmar kan påverka föreningens verksamhet, motionsstunder och tentkaffen samt företagsbesök, debatter och aftonskolor.
Föreningen har även två publikationer: den mer informella tidningen Allwar&Oförskämt och Politicus, som är av mer seriös karaktär.
För att hjälpa SF-klubbens styrelse att ordna föreningens verksamhet finns ett flertal kommittéer och två tidningsredaktioner.
År 2024 har SF-klubben följande kommittéer:
Debattkommittén: Har som uppgift att ordna seminarier och debatter och engagera medlemmar i samhälleliga frågor
Årsfestkommittén: Ordnar den årliga årsfesten som äger rum första veckoslutet i november
Festkommittén: Planerar evenemang och program för medlemmarna
Högskolepolitiska kommittén: fungerar som en länk mellan förvaltningen och de studerande och har som uppgift att förbättra informationsspridningen om fakultetsrådet verksamhet
Xqrr-kommittén: planerar och leder föreningens exkursioner och ansvarar för marknadsföring av exkursionerna
Förtjänstteckenskommittén: besluter om utdelandet av förtjänsttecken, utmärkelser och stipendier, som delas ut på årsfesten
Motionskommittén: Ansvarar för att planera och ordna föreningens motionsverksamhet
Kulturkommittén: Ansvarar för att planera och ordna föreningens kulturverksamhet
Marknadsföringskommittén: Ansvarar för föreningens marknadsföring och sociala medier

## Historia
Då undervisningen vid Åbo Akademi inleddes i januari 1919 var den Statsvetenskapliga fakulteten en av de tre stamfakulteterna, och de samhällsvetenskapliga traditionerna har därmed alltid funnits inom Åbo Akademi.
Idén om att grunda en Statsvetenskaplig klubb framfördes den 11 mars 1925, och snart efter det, den 23 mars 1925 höll föreningen sitt konstituerande möte där klubbens första stadgar fastställdes. 11 personer deltog vid mötet och Sven Rabe valdes till SF-klubbens första ordförande.
Trots att utbildningarnas, ämnesområdenas och fakultetens namn ändrat flera gånger om under klubbens historia, har Statsvetenskapliga klubben hittills alltid behållit sitt ursprungliga namn. Förkortningen SF kommer från det ursprungliga fakultetsnamnet Statsvetenskapliga fakulteten. Förkortningen SK-klubben förekom också.

### 1920-talet
Under 1920-talet träffades medlemmarna oftast i kårhuset på Tavastgatan 22. Verksamheten bestod främst av diskussionstillfällen, där klubbens medlemmar, utomstående personer och särskilt inbjudna presenterade aktuella teman. I samband med festligare diskussionstillfällen serverades också en festmåltid, vilket var början till traditionen med årsfest. Den första årsfesten, med ca 15 deltagare, ordnades den 25 november 1925.
Förutom diskussionstillfällen tog SF-klubbens också ställning i studiefrågor, och t.ex. framfördes det önskemål om att det vid Åbo Akademi skulle ordnas undervisning i bokföring och balanslära.
SF-klubben sågs på 1920-talet som en ganska liten fakultetsförening, eftersom de studerande främst identifierade sig med Åbo Akademis Studentkår.
Antalet studerande inskrivna på SF (Statsvetenskapliga fakulteten) var 8–33 under hela 1920-talet, och årligen från 1923 avlades 1-3 examina (PM eller PK).

### 1930-talet
År 1936 flyttade Statsvetenskapliga fakulteten till Gezeliusgatan 2 efter det att byggnaden kommit Åbo Akademis ägo som en donation av Magnus Dahlström, en av Åbo Akademis grundare, och hans hustru Ellen.
Trots att endast 8 studerande var inskrivna 1931–1932 hade klubben 24 medlemmar, varav en stor del alltså var utexaminerade. Klubbens första eldsjäl sägs vara pol.kand. och fil.dr Carl Erik Knoelling, som var stiftande medlem och satt i alla styrelser 1925–1940, så när som på ett verksamhetsår.
SF-klubbens diskussionstillfällen som hölls på Kåren refererades ofta i Åbo Underrättelser.
År 1938 utkom första numret av Statsvetenskapliga klubbens tidning Politicus.

### 1940-talet
I början av 1940-talet avbröt Vinterkriget och Fortsättningskriget undervisningen vid Åbo Akademi fram till 1942. Krigen medförde också att många manliga studerande ryckte in i armén, vilket återspeglades i SF-klubbens verksamhet. Inga årsfester ordnades 1941, 1942 och 1944, och medlemsmötena återupptogs i februari 1943. Vid 20-årsjubileet 1945 avtäcktes nio stupade klubbmedlemmarnas porträtt.
Trots att antalet inskrivna vid SF steg upp till 80 studenter i slutet av 1940-talet, klagades det inom SF-klubben på de yngre medlemmarnas bristande aktivitet. Efter krigen deltog ofta närmare 50 personer vid diskussionstillfällena, medan deltagarantalet år 1949 låg kring 20 personer. Det beslöts då också att diskussionstillfällena skulle ordnas under mera friare former och att de inte skulle protokollföras.

### 1950-talet
Statsvetenskapliga Klubbens verksamhet avtog under 1950-talet. Som orsak till detta kan vara Studentkårens aktivitet som vann till sig de få aktiva studenternas föreningsintresse. I och med återfödelsen av Politicus, som för första gången utkom i tryckt form 1959, steg dock intresset för klubben igen. 
1957-59 utsågs Karl-Johan Brunström till studenternas förtroendeman inom fakulteten, vilket innebär att SF blev den första fakulteten som införde en form av studentrepresentation.